# Seznam vojn
Seznam vojn.

### Stari vek
- Vojne starega Egipta
- Mezopotamske vojne
- Indijske vojne
- Asirska osvajanja
- Perzijska osvajanja
- Trojanska vojna
- Grško-perzijske vojne

- Jonski upor

- Peloponeška vojna
- Vojne Aleksandra Velikega
- Punske vojne

- Prva punska vojna
- Druga punska vojna
- Tretja punska vojna

- Marijeve vojne
- Spartakov upor
- Cezarjeve vojne

- Galska vojna
- Britanska vojna

- Prva rimska državljanska vojna
- Druga rimska državljanska vojna (69)
- Rimsko-dakijska vojna

### Srednji vek
- Japonske vojne
- Bizantinsko-vandalska vojna
- Križarske vojne

- Prva križarska vojna (1096–1099)
- Druga križarska vojna (1147–1149)
- Tretja križarska vojna (1189–1192)
- Četrta križarska vojna (1202–1204)
- Peta križarska vojna (1217–1228)
- Šesta križarska vojna (1228–1229)
- Sedma križarska vojna (1248–1254)
- Osma križarska vojna (1270–1272)

- Švicarska osamosvojitvena vojna
- Irsko-angleške vojne
- Valižansko-angleške vojne
- Škotsko-angleške vojne
- Stoletna vojna (1337–1453)
- Husitske vojne (1419–1436)

### Novi vek
- Francosko-švicarske vojne
- Italijanske vojne
- Vojna med belo in rdečo rožo (tudi vojna rož)
- Kmeči upori in vojne
- Avstrijsko-turške vojne
- Osvajanja novega sveta

- Azteško-španska vojna (1519–1521)

- Špansko-francoska vojna (1557–1559)
- Angleško-španska vojna (1588)
- Francoske verske vojne (1562–1598)
- Beneško-avstrijska vojna
- Nizozemska osamosvojitvena vojna
- Rusko-poljske vojne
- Tridesetletna vojna (1618–1648)
- Angleška državljanska vojna (1642–1649)
- Prva angleško-nizozemska pomorska vojna (1651–1654)
- Druga angleško-nizozemska pomorska vojna (1664–1667)
- Tretja angleško-nizozemska pomorska vojna (1672–1674)
- Holandska vojna (1672–1679)
- Rusko-turške vojne
- Severna vojna
- Španska nasledstvena vojna (1701–1714)
- Poljska nasledstvena vojna (1733-1735)
- Bavarska nasledstvena vojna (1778–1779)
- Velika severna vojna (1700–1721)
- Nova turška vojna (1714–1718)
- Avstrijska nasledstvena vojna (1739–1748)
- Sedemletna vojna (1756–1763)
- Ameriška osamosvojitvena vojna (1775–1781)
- Švedsko-ruska vojna (1788–1790)
- Francoska državljanska vojna (francoska revolucija) (1789–1799)
- Vojna prve koalicije (1793–1797)
- Ameriško-indijanske vojne
- Napoleonove vojne (1801–1815)

- Vojna druge koalicije (1799–1802)
- Francosko-britanska vojna (1803–1805)
- Vojna tretje koalicije (1805–1806)
- Vojna četrte koalicije (1806–1807)
- Španska osamosvojitvena vojna (1808)
- Avstrijski upor (1809)
- Francosko-ruska vojna (1812–1813)
- Osvobodilna vojna (1813–1814)

- Angleško-indijske vojne

- Prva angleško-maratska vojna
- Druga angleško-maratska vojna
- Tretja angleško-maratska vojna

- Grška osamosvojitvena vojna (1821–1832)
- Srbska vstaja
- Južnoameriške osamosvojitvene vojne
- Rusko-perzijske vojne
- Vojna Črnega sokola (1832)
- Karlistične vojne (1833–)
- Prva seminolska vojna
- Druga seminolska vojna (1835–1843)
- Afganistanske vojne
- Mehiška vojna (1846–1848)
- Ljudski upori proti kraljem leta 1848

- Marčna revolucija

- Opijski vojni:

- Prva opijska vojna (1839–1842)
- Druga opijska vojna (1856–1860)

- Vojne v Indiji
- Nemško-danska vojna (1864)
- Krimska vojna (1853–1856)
- Kafrske vojne
- Ameriška državljanska vojna (1861–1865)
- Avstrijsko-pruska vojna (1866)
- Prusko-francoska vojna (1871)
- Ašantske vojne
- Acehejska vojna
- Kanadska vojna
- Zulujska vojna (1879)
- Solitrna vojna (1879–1883)
- Bošinska vojna (vojna zmajevega leta)
- Angleško-zanzibarska vojna
- Srbsko-bolgarska vojna (1885–1886)
- Francosko-kitajska vojna
- Japonsko-kitajska vojna (1894–1895)
- Grško-turška vojna
- Ameriško-španska vojna (1898)
- Burski vojni:

- Prva burska vojna (1881)
- Druga burska vojna (1899–1902)

- Rusko-japonska vojna (1904–1905)
- Italijansko-turška vojna (1911–1912)
- Balkanski vojni:
Prva balkanska vojna (1912–1913)
Druga balkanska vojna (1913)
- Prva svetovna vojna (1914–1918)
- Ruska državljanska vojna (1917–1921)
- Italijansko-abesinska vojna (1936)
- Španska državljanska vojna (1936–1939)
- Druga svetovna vojna (1939–1945)
zimska vojna (1939–1940)
nadaljevalna vojna (1940–1944)
laponska vojna (1944–1945)
- Grška državljanska vojna (1945-1949)
- Indokitajska vojna (1945–1954)
- Kitajska državljanska vojna (1946-1949)
- Korejska vojna (1950–1953)
- Ciprska vojna (1963-1964)
- Arabsko-izraelske vojne
Izraelska osamosvojitvena vojna (1948-1949)
Sueška vojna (1956)
Šestdnevna vojna (1957)
Jomkipurska vojna (1973)
- Afriške osvobodilne in državljanske vojne

- Alžirska osamosvojitvena vojna (1958-1962)
- Ogadenska vojna (1977–1978)

- Libanonska državljanska vojna (1958)
- Iransko-iraška vojna (1980-1988)
- Zalivska vojna (1990–1991)
- Falklandska vojna (imenovana tudi zadnja kolonialna vojna) (1982)
- Sovjetsko-afganistanska vojna (1979–1989)
- Vojne v nekdanji Jugoslaviji
  - Slovenska osamosvojitvena vojna (1991)
- Vojna proti terorizmu (2001-2021)

- Afganistanska vojna (2001-2021)
- Iraška vojna (2003-2011)

- Rusko-ukrajinska vojna (2014 - danes)
  - Vojna v Donbasu (2014-2022)
  - Ruska invazija na Ukrajino (2022 - danes)